# Белгородско-Харьковская стратегическая наступательная операция (1943)
Белгородско-Харьковская стратегическая наступательная операция также известная как «Полководец Румянцев») — заключительная операция Курской битвы, проводилась с 3 по 23 августа 1943 года с целью нанесения поражения белгородско-харьковской группировке вермахта, освобождения Харьковского промышленного района, создания предпосылок для окончательного освобождения Левобережной Украины.
Операция осуществлялась силами Воронежского и Степного фронтов. Кодовое название — «Полководец Румянцев».

## Оперативная ситуация. Стратегические решения
- Наступление на южном фасе Курской дуги проводилось в рамках общего наступления группы фронтов на южном фланге советско-германского фронта.

К концу июля 1943 года противник был вынужден ослабить белгородско-харьковскую группировку, перебросить часть танковых дивизий в Донбасс на юг, а часть на север, где на северном фасе Курской дуги успешно развивалась операция «Кутузов».
- После начала Белгородско-Харьковской операции действия советских орловской и донбасской группировок, наоборот, предполагалось подчинить интересам боёв на белгородско-харьковском направлении. Координация действий поручалась маршалу Александру Михайловичу Василевскому.

Такая система последовательных ударов заставляла противника перебрасывать резервы с одного участка на другой и распылять силы. Для советской военной науки этот приём станет классическим. Его наивысшее проявление —  знаменитые Десять сталинских ударов.
В европейской военной мысли этот приём приписывается маршалу Франции Фошу в его знаменитом наступлении 1918 года. Впрочем, в войнах XX века первооткрывателями этой системы стали японцы в русско-японской войне, растащившие армию Куропаткина на боевые группы.
- Вторым по важности стратегическим вопросом стал вопрос о методе прорыва обороны противника: сокрушение или окружение.

Ставка ВГК приняла решение о проведении операции на сокрушение. Операция на окружение требовала большего времени на проведение, что позволяло противнику создать деблокирующую группу и навязать тяжёлые бои на внешнем фронте. Даже в успешной Сталинградской битве целостность кольца с трудом удалось сохранить, а окружённая группировка Паулюса сопротивлялась более 2 месяцев. К проведению крупных операций на окружение Ставка вернётся лишь зимой 1944 года (см. Корсунь-Шевченковская битва).
Окружение Харькова с его развитой аэродромной и дорожной сетью могло стать ошибкой, хотя И. С. Конев трижды отдавал приказ на окружение города. При штурме Харькова Конев не смог перерезать два пути отхода из города (по которым немцы отступили в ночь с 22 на 23 августа).
Группировку, по послевоенным воспоминаниям Конева, затем планировалось добить в открытом поле.
- Наконец, приоритет между захватом территории и уничтожением противника был расставлен в пользу второго варианта специальной директивой Сталина.

## Хронология событий. Главные особенности операции
Целями Белгородско-Харьковской стратегической наступательной операции были избраны расчленение и уничтожение группировки противника до того момента, когда он сможет её усилить, вернув выведенные на другие направления танковые дивизии или подтянув резервы.
Соответственно, операция планировалась по двум направлениям:
- сковывание противника действиями авиации и партизан;
- наращивание темпов операции, массирование сил и средств на главных направлениях.

В результате, несмотря на ограниченность масштабов (ширина фронта 200 км, глубина 120 км) и скоротечность (20 дней), операция получилась очень динамичной и насыщенной. В рамках Белгородско-Харьковской стратегической наступательной операции был проведён ряд самостоятельных фронтовых операций:
- Белгородско-Богодуховская наступательная операция,
- Белгородско-Харьковская наступательная операция.

## Группировка советских войск на 1 августа 1943 г. и её усиление

### Воронежский фронт
5-я гвардейская армия,
 32 гв. ск (13, 66 и 97 гв. сд), 33 гв. ск (42 и 95 гв. сд, 9гв. вдд), бгв. вдд
6-я гвардейская армия ,

27-я армия

40-я армия.

1-я гвардейская танковая армия
1-я ТА после тяжелейших оборонительных боев имела 562 танка(из которых 542 боеготовых) и 27 САУ.

5-я гвардейская танковая армия.
5 гв ТА было по списку 543 танка Т-34 и Т-70, 2 КВ-1С, 45 САУ (СУ-76, СУ-122, СУ-152) — по САУ учтены самоходки 29 тк и 5 гв мк (полков, входивших в их состав), 1549 сап и приданного армии 1529 сап. всего — 590 танков и САУ).

38-я армия

2-я воздушная армия

### Степной фронт
- 7-я гвардейская армия
- 53-я армия (СССР)
- 69-я армия (СССР)
- 5-я воздушная армия

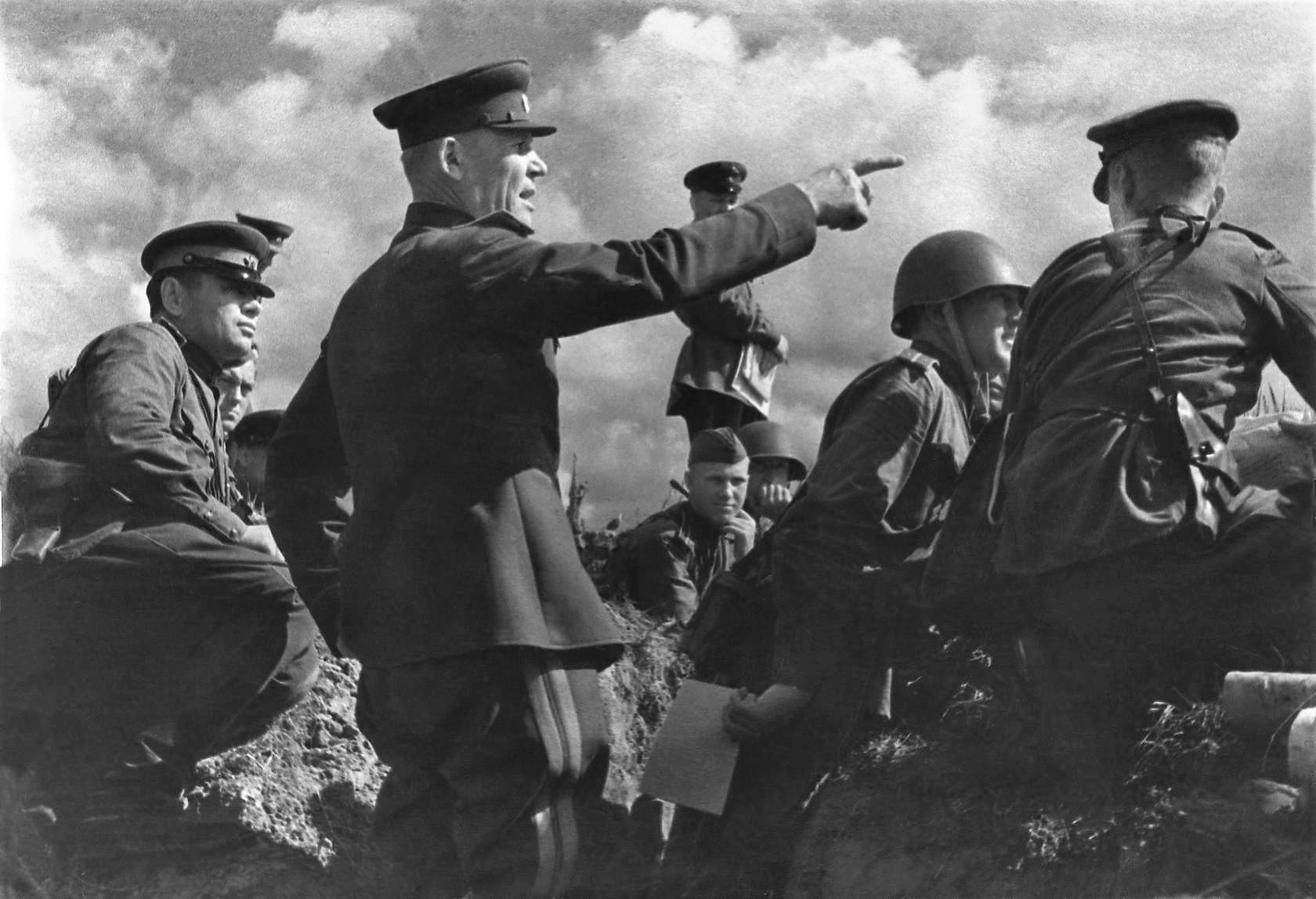
Командующий Степным фронтом генерал-полковник И. С. Конев. Август. 1943

Бронетанковые и механизированные части фронта:
7 гв А: 27 гв.тбр (40 Т-34, 5 Т-70), 201 тбр (8 Mk.II, 17 Mk.III, 9 T-34, 1 СУ-122), 167 (31 Т-34, 1 Т-70) и 262 (11 КВ, 5 Т-34, 5 Т-70, 2 Т-60) отп — 1348 САП (2 СУ-122, 2 СУ-76).
69A: 96 тбр — 48 (29 T-34 19 T-70).
53A: 1 мехкорпус (213 танков), 34, 35 (7 Mk.II «Матильда», 30 Mk.III «Валентайн») и 148 отп (33 T-34, 7 T-70). 1548 САП (1 КВ-1с, 12 СУ-152).
Фронтовой резерв: 61 гв. отп. 21 КВ-1с. (с 31 июля 1943 года передан 53 А, с 3 августа в усилении 252 сд).

### Резерв Ставки
4-я гвардейская армия.
47-я армия (СССР)
4 гвардейская армия усиливалась 3 гв. тк, имевшим на вооружении Т-34 130, Т-70 63.
47 армия усиливалась 3 гв. мк (Т-34 164, Т-70 49).

### Пополнение и переброска войск
В течение десятидневной паузы войска пополнились личным составом, боевой техникой, боекомплектом, продовольствием, горючим.
В полосу Воронежского фронта был переброшен с Брянского фронта 7-й артиллерийский корпус прорыва, в полосу Степного фронта — 16-я артиллерийская дивизия прорыва РВГК. Поскольку Степной фронт включал в себя соединения, ранее входившие в Воронежский фронт и понёсшие потери в оборонительной фазе, командующий Степным фронтом И. Конев запросил для пополнения частей подкрепление в виде 35 тыс. человек и 335 танков (200 — Т-34, 100 — Т-70 и 35 — КВ-1).
Усиливалась авиационная группировка.
2-й воздушной армии были переданы 5-й штурмовой авиационный корпус и 10-й истребительный авиационный корпус.
В ходе операции дополнительно введены управления 4-й гвардейской, 47-й и 57-й армий, танковый и механизированный корпуса, 19 дивизий и 2 бригады.

### Немецкая группировка и её пополнение
4 танковая армия и 8 полевая армия оборонялись после окончания «Цитадели». 4 танковая армия включала 52 армейский и 48 танковый корпуса. 8 армия включала 11 и 42 армейские корпуса. Части группы армий Юг в июльских боях понесли тяжёлые потери — 81080 человек личного состава. Пополнение составило: 30 офицеров, 1662 младшего командного состава и 18075 рядового состава.NARA-T313 R376[уточнить]
14 пехотных дивизий (известны 10):

Белгород: 198-я пехотная дивизия.

Харьков: 39-я пехотная дивизия
От Белгорода вниз по Северскому Донцу:

320-я пехотная дивизия

106-я пехотная дивизия

282-я пехотная дивизия
Между Белгородом и Ворсклой:

167-я пехотная дивизия

168-я пехотная дивизия — томаровский котел.

57-я пехотная дивизия

255-я пехотная дивизия

332-я пехотная дивизия
4 танковых дивизии в оперативном резерве.

6-я танковая дивизия,

11-я танковая дивизия,

19-я танковая дивизия были введены в бой в первый день боев.

Две последних погибли в томаровском котле.

7-я танковая дивизия задействована на сумском направлении.
С 4 августа из 1 танковой армии перебрасываются
5-я моторизованная дивизия СС «Викинг» и управление III PzKorps в район севернее Харькова. Из 6 Армии управление XXIV PzKorps в район Ахтырки.
С участка Брянского фронта перебрасывается Дивизия «Великая Германия», 

а также с Миуса 

2-я моторизованная дивизия СС «Рейх»,

3-я моторизованная дивизия СС «Мёртвая голова»

и 3-я танковая дивизия.
К 18 августа в районе Полтавы:

34-я пехотная дивизия

223-я пехотная дивизия

355-я пехотная дивизия

## Планы сторон
Советское командование планировало частью своих сил (войсками смежных крыльев Воронежского и Степного фронтов) нанести удар по врагу из района северо-западнее Белгорода в направлении на Богодухов, Валки (Харьковская область), Новую Водолагу, при этом раскалывая немецкую группировку войск на части, после чего предполагалось перекрыть путь отхода от Харькова на запад и юго-запад. Второй удар предполагался силами 27-й, 40-й армии и тремя танковыми корпусами на Ахтырку с целью изолировать Харьков от резервов противника для помощи главным силам. Расстояние до Центрального фронта прикрывалось 38-й армией. 57-я армия Юго-Западного фронта наступала к югу от Харькова, чтобы не дать противнику уйти. Планировалось провести операцию в 2 этапа: на первом — провести наступление севернее, восточнее и южнее Харькова, а на втором — освободить сам Харьков.

## Ход операции

### Освобождение Белгородчины
Подробнее по этой теме см.: Белгородско-Богодуховская наступательная операция
3 августа Красная Армия начала наступление. Войска Воронежского фронта форсировали Ворсклу, после чего генерал Ватутин отдал приказ о введении в бой главных сил 1-й и 5-й гвардейской танковых армий. К исходу дня войска 6-й гвардейской армии подошли к Томаровке, а соединения 5-й гвардейской танковой армии продвинулись на 26 километров и вышли в район Добрая воля. К 9-ти утра 4 августа передовые отряды этой армии вышли к Бессоновке и Орловке. Но затем армия была более чем на 48 часов остановлена переброшенными сюда 6-й танковой дивизией вермахта и несколькими Тиграми 503 ттб, которые заняли вторую оборонительную полосу (хотя по плану предполагалось уже 5-го августа выйти западнее Харькова и занять Люботин). Уже в первые часы наступления командование 4 ТА рейха решилось на контрудар 19 и 6 танковыми дивизиями по сходящимся направлениям, с задачей срезать остриё советского наступления. Удар советского наступления попал на 167 пд, часть её попала в дальнейшем в XI AK Рауса, а часть к 19 PzDiv. В результате чего 19 PzDiv с 52 PzAbt (под командованием майора Сиверса) попала в Томаровско-Борисовский котёл. 52 PzAbt имел в наличии 27 Пантер на ходу и 109 в ремонте (впоследствии 72 из них были взорваны в результате затруднений в эвакуации). Из 27 только 16 машин вышли на позиции ГД под Ахтыркой 9 августа: 9 из них считались пригодными для ведения боевых действий.
5 августа завязались бои за Белгород. Войска 69-й армии входили в город с севера. Форсировав Северский Донец, войска 7-й гвардейской армии вышли к восточным окраинам города, а с запада Белгород блокировали соединения 1-го механизированного корпуса. В итоге к 18 часам Белгород был полностью очищен от немецких войск, в качестве трофеев было захвачено много немецкой техники и боеприпасов. Пригородные слободы Пушкарная и Супруновка были заняты лишь утром 6 августа. В боях за Белгород оборонявшиеся немцы потеряли 3200 солдат и офицеров
При обороне Томаровки противник пытался отразить нападение путём штурма позиций наступающих войск своими группами по 20-40 танков при поддержке штурмовых орудий и мотопехоты. Однако к утру 6 августа томаровский узел сопротивления противника был очищен от войск неприятеля; также удалось освободить станцию Хотмыжск. Советские войска продвинулись на 30-50 километров, создавая угрозу окружения неприятеля.
В ночь на 7 августа советскими войсками был атакован немецкий узел сопротивления в Борисовке. Вечером того же дня был взят Грайворон. Согласно сведениям разведки, в район Борисовки выдвигалась крупная колонна немецкой техники, после чего начальником артиллерии 27-й армии был отдал приказ атаковать колонну всеми имеющимися средствами. В артобстреле сил противника было задействовано 30 крупнокалиберных пушек (от 76 до 152 мм), а также 20 реактивных миномётов. По мере разворачивания артиллерии в боевые порядки в артобстрел включалось всё больше орудий. В общей сложности в районе Борисовки немцы потеряли убитыми 5 тыс. солдат и офицеров, включая генерал-лейтенанта Густава Шмидта.

### Немецкий контрудар под Богодуховом
Переброской четырёх танковых дивизий из Донбасса немецкое командование безуспешно пыталось остановить наступление советских войск. Начавшие 11 августа наступление 40-я и 27-я армии в тот же день уже перерезали железную дорогу Харьков-Полтава (являвшуюся путём отступления Харьковской группировки вермахта), а войска Степного фронта подошли на расстояние 8-11 километров к Харьковскому оборонительному обводу. Боясь окружения, немцы с 11 августа по 17 августа наносили контрудары по развивавшей удар советской 1-й танковой армии в районе южнее Богодухова силами спешно собранной группировки (в состав которой входили силы 3-й дивизии и части дивизий СС «Мёртвая голова», «Рейх» и «Викинг»). Этот удар немецких сил существенно замедлил темп наступления не только Воронежского, но и Степного фронта, так как пришлось задействовать часть наступающих сил для образования оперативного резерва. На Валковском направлении, южнее Богодухова, немцы постоянно предпринимали попытки контратаковать наступающие войска ударами своих танковых и мотопехотных подразделений, но решающего успеха не достигли. Так как 1-я танковая армия насчитывала на тот момент 134 танка (из положенных 600), Н. Ф. Ватутиным было принято решение атаковать противника силами 5-й гвардейской танковой армии, имеющей 113 танков. Когда немецким войскам удалось вклиниться между 1-й танковой и 5-й гв. танковой армиями, было принято решение ввести в бой 6-ю гвардейскую армию. К 15 августа немцам удалось прорвать оборону наступающих войск на флангах и выйти в тыл 6-й гвардейской армии, что привело к необходимости её отхода на север, на расстояние 10-20 километров, однако продолжение наступления советских войск на Харьков свело и этот незначительный успех к нулю, вскоре вынудив противника отводить свои ударные группировки на юг.

### Битва за Харьков

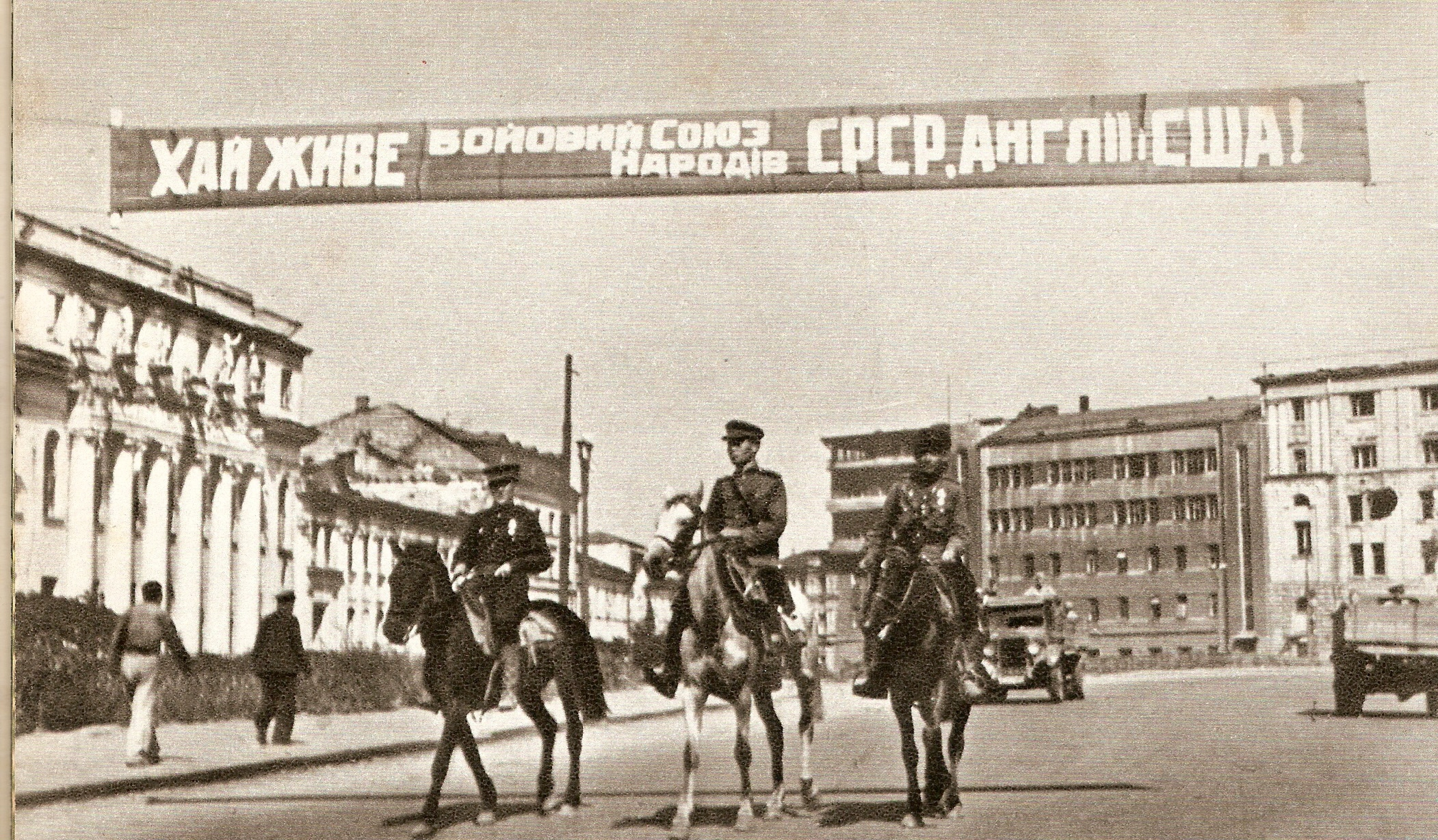
«Да здравствует боевой союз народов СССР, Англии и США!», — вывеска в Харькове, вскоре после вступления в город Красной Армии.

13 августа соединения 53-й, 57-й, 69-й и 7-й гвардейской армий прорвали внешний оборонительный обвод Харькова.
16 августа 1943 года для освобождения Харькова от немецкой оккупации командующий Степным фронтом И. С. Конев поставил задачу Пятой гвардейской танковой армии (командир Павел Ротмистров), при поддержке 53-й армии, находившимся в тот момент в Дергачёвском районе, окружить немецкую Харьковскую группировку с юго-запада: ударом через Гавриловку-Коротич-Рай-Еленовку на Покотиловку соединиться с наступавшей с востока с ХТЗ через Хролы-Безлюдовку-Хорошево 57-й армией в районе Высокий-Карачёвка-Бабаи, замкнув большое кольцо.
Одновременно 69-я армия с севера из района Малая Даниловка-Чайковка-Лозовенька должна была наносить удар на хутор Савченко-Залютин Яр-Гуки-Липовую Рощу с целью перерезать с запада обе железные и обе шоссейные дороги (Харьков-Сумы и Харьков-Полтава), соединявшие Харьковскую группировку немцев с основными силами, и, возможно, соединиться в Ледном с наступавшей с северо-востока из района Кутузовки через Кулиничи-Основу-Жихарь 7-й гвардейской армией (малое кольцо окружения).
Окружение осуществить не удалось: 7-я армия не освободила в намеченный срок Основу, а 5-я танковая, потеряв несколько сотен танков, до 29 августа не смогла освободить т. н. «ключ к Харькову» Коротич (за который разгорелись основные бои) и где по высотам от Песочина до Люботина проходила обращённая на север немецкая оборона.
17 августа начались бои на северных окраинах города, при этом наступающие на город войска несли большие потери (в некоторых полках 7-й гвардейской армии насчитывалось не более 600 человек). 18 августа войска 53-й армии начали бои за сильно укрепленный лесной массив на северо-западной окраине города (между Дергачами, Пересечной и Подворками); бои велись с наступлением темноты. 19 августа, с выходом на позиции советской артиллерии, немцы из лесного массива были выбиты. 20 августа советские войска вышли к северному берегу реки Уды в районе Пересечная-Гавриловка. К 21 августа 1943 года части 53-й армии СССР освободили в Гавриловке и Солоницевке выгодные позиции для нанесения ударов по западным и северо-западным окраинам оккупированного Харькова и его окружения.
21 августа был оборудован над Гавриловкой командный наблюдательный пункт командующего 53-й армией и Степным фронтом на высоте 194,2 (197,3 м), впоследствии известный как высота маршала Конева, откуда 22.08. был отдан приказ о ночном штурме Харькова.
18 августа немцы нанесли второй контрудар — севернее Ахтырки, во фланг 27-й армии силами танковой и моторизованной дивизий (в группировке немецких войск было 16 тыс. солдат, 400 танков, около 260 орудий). Утром 18 августа, после артподготовки, немцы атаковали расположение сил 166-й дивизии. К 11 часам фронт был прорван, и немецким войсками удалось вклиниться в оборону советских войск на глубину до 24 километров. Для купирования этого удара в бой были введены два танковых корпуса, атаковавшие во фланг и в тыл наступавшие немецкие войска. Три наступавшие армии продвинулись дальше на 12-20 километров, создавая угрозу немецким войскам с севера, важную роль сыграла авиация, а также выделенные из резерва ВГК силы 4-й гвардейской и 47-й армий. Попытка немецких войск 20 августа окружить две дивизии в районе Котельвы провалилась.
Несмотря на то, что удар ахтырской группировки немецких войск был остановлен, наступление Воронежского фронта было замедлено. Лишь 21 августа-25 августа была разгромлена ахтырская группировка противника.
Ввиду того, что большая часть путей отступления для немецкой группировки в Харькове была отрезана (кроме двух дорог — на Люботин-Полтаву (Полтавское шоссе) и Мерефу-Красноград (Мерефянское шоссе), во второй половине дня 22 августа немцы начали выводить свои войска из центра города в заречные районы Заудья и Залопани. К концу дня 22 августа немецкое командование полностью отвело свои войска из центральной части города: в руках оккупантов оставались районы Новая Бавария и Основа.
Эвакуация немецких войск и имущества проходила через железнодорожную станцию Новая Бавария (станция), так как Южный вокзал Харькова как транспортный узел был к этому времени уничтожен.
По состоянию на утро 23 августа войска вермахта и СС (39 пд, 106 пд, 167 пд, 168 пд, 198 пд, 282 пд, «спасённая» 320 пд, 355 пд, 6 тд, части армейского корпуса «Раус», 3 тк, а также 2 тк СС) были размещены на господствующих высотах на позициях по линии укреплённых пунктов Люботин-Коммунар-Коротич-Рай-Еленовка-Песочин-Новая Бавария-Основа защищавших дороги на Полтаву.
Чтобы спасти город от разрушения, командующий Степным фронтом И. Конев отдал приказ войскам 53-й (ком. ген-майор И. М. Манагаров), 57-й (ком. генерал-лейтенант Н. А. Гаген), 69-й (ком. генерал-лейтенант В. Д. Крючёнкин) и 7-й Гвардейской (ком. генерал-лейтенант М. С. Шумилов) армиям о ночном штурме Харькова.
Плотный пулемётно-артиллерийский огонь арьергарда не позволял штурмовать Харьков, и чтобы не дать боеспособным частям вермахта уйти, командующий Степным фронтом Конев отдал приказ о ночном штурме города. Были сосредоточены большие массы войск на небольшой территории, прилегающей к городу.
23 августа в 2 часа ночи начался ночной штурм Харькова. В город вошли соединения 53-й, 69-й, а затем 7-й гвардейской армии. В 4:30 183-я дивизия заняла площадь Дзержинского, и к рассвету город, в основном, был освобождён. По воспоминаниям командующего 53-й армией Ивана Мефодьевича Манагарова, вверенные ему войска продвигались по городу, не встречая какого-либо серьёзного сопротивления. То есть как такового штурма города 23 августа не было, за исключением тяжёлых боёв в юго-западных предместьях Харькова (полоса наступления 57-й общевойсковой и 5 Гвардейской танковой армий), где вермахтом была создана вторая цепь укреплённых пунктов, предназначенная для обороны дорог на Мерефу (Мерефянского шоссе и железной): Высокий-Бабаи-Жихарь-Основа-Безлюдовка-Васищево.
23 августа Москва торжественно салютовала воинам-освободителям Харькова, хотя обе почти параллельные укреплённые линии (Полтавская и Мерефянская) и значительная часть города оставались в руках врага.
Несмотря на то, что Харьковская операция «Полководец Румянцев» была официально завершена 23 августа (сразу после доклада в Ставку об освобождении Харькова), бои за оставшуюся у немцев часть города продолжались до 30 августа и потребовалась ещё неделя, чтобы окончательно разгромить силы немцев, удерживавших оборону на высотах по реке Уды.
Основные бои за город развернулись с 20 по 29 августа вдоль данной реки на рубеже Песочин-Коротич-Люботин. Ключевой точкой немецкой обороны был расположенный на высотах между реками Уды и Мерефа посёлок Коротич (202,0 м на уровнем моря)), господствующий над окружащими нп и долиной реки Уды), откуда наступали советские войска и что делало посёлок во время Гражданской и Великой Отечественной войн важной артиллерийской позицией и стратегическим пунктом.
С момента выхода 53-й армии на Сумское шоссе, проходящее по левому берегу р. Уды, с 20-го августа 1943 года через Новую Баварию-Песочин-Коротич-Люботин на Полтаву (и через Мерефу на Красноград) проходили единственные оставшиеся две шоссейные и железные дороги, связывавшие оккупированные немцами районы Харькова с основной группировкой немецких войск. С 21 августа на северной из них — Полтавском шоссе — проходили постоянные бои. Немецкое командование оборонялось на данном участке моторизованными дивизиями СС «Рейх» (командир Вальтер Крюгер) и «Викинг» (ком. Эдуард Дайзенхофер) и 105-й дивизией вермахта.
В боях за эти пункты — Песочин, Рай-Еленовка, Коротич, Коммунар, Люботин — погибло множество советских воинов. 5-я гв. танковая и 53-я армии непрерывно девять дней (21-29.08) атаковала немецкие позиции, форсируя реку Уды (в основном из Пересечной, концентрируясь в лесу на её южной окраине) и потеряв несколько сотен танков.
Командующий Степным фронтом И. С. Конев отдал 5-й гвардейской ТА приказ утром 21 августа «начать решительное и энергичное наступление в общем направлении на Коротич — Бабаи и окружить с юга Харьковскую группировку противника. После чего частью сил овладеть переправами на реке Мерефа в районе Буды — Мерефа.»
Только за один день 21 августа 1943 года в данном наступлении 5-я гвардейская танковая армия в боях за Коротич потеряла 75 танков (70 Т-34 и 5 Т-70).
22—23 августа в Коротиче была окружена и практически уничтожена частями моторизованной дивизии СС «Рейх» советская группировка (пехота и бронетехника).
24 августа из-за непрерывных боёв в частях 5-й танковой армии остались боеготовыми 78 танков Т-34 и 25 Т-70;
29 августа, на девятый день непрырывных боёв, когда Коротич был наконец освобождён, в 5-й ТА осталось всего 50 танков (большая часть использовалась как неподвижные огневые точки), менее 50 % артиллерии и 10 % мотопехоты.
Получив 16 августа приказ комфронтом на наступление на Покотиловку-Бабаи, а позднее и на Мерефу, 5-я ТА упёрлась в посёлок Коротич, который смогла взять 29-го, потеряв большую часть техники и половину артиллерии.
В боях за господствующие позиции Коротича-Люботина западнее Харькова погибло множество советских воинов. Многие советские солдаты в битве погибли от действий фашистских огнемётных танков, так что при захоронении их невозможно было опознать, документы их сгорели, и потому имена их неизвестны и в братских могилах они не учитывались.
В ночь с 27 на 28 августа по Змиевской улице группировка генерала Вернера Кемпфа, состоящая из мотопехоты, при поддержке танков после короткой артподготовки предприняла попытку отбить город. Их остановили в районе нынешнего автовокзала (Левада) и отбросили обратно. При этом немцы потеряли несколько танков и до батальона пехоты.
Полностью город Харьков был освобождён (районы Заудья и дальней Залопани, Змиевского шоссе, аэропорта, Основы, Краснобаварский) 30 августа 1943 года.
30 августа в 14:00 в центре города, в саду Шевченко, был проведён торжественный митинг в честь полного освобождения Харькова с участием Ивана Конева и Никиты Хрущёва.

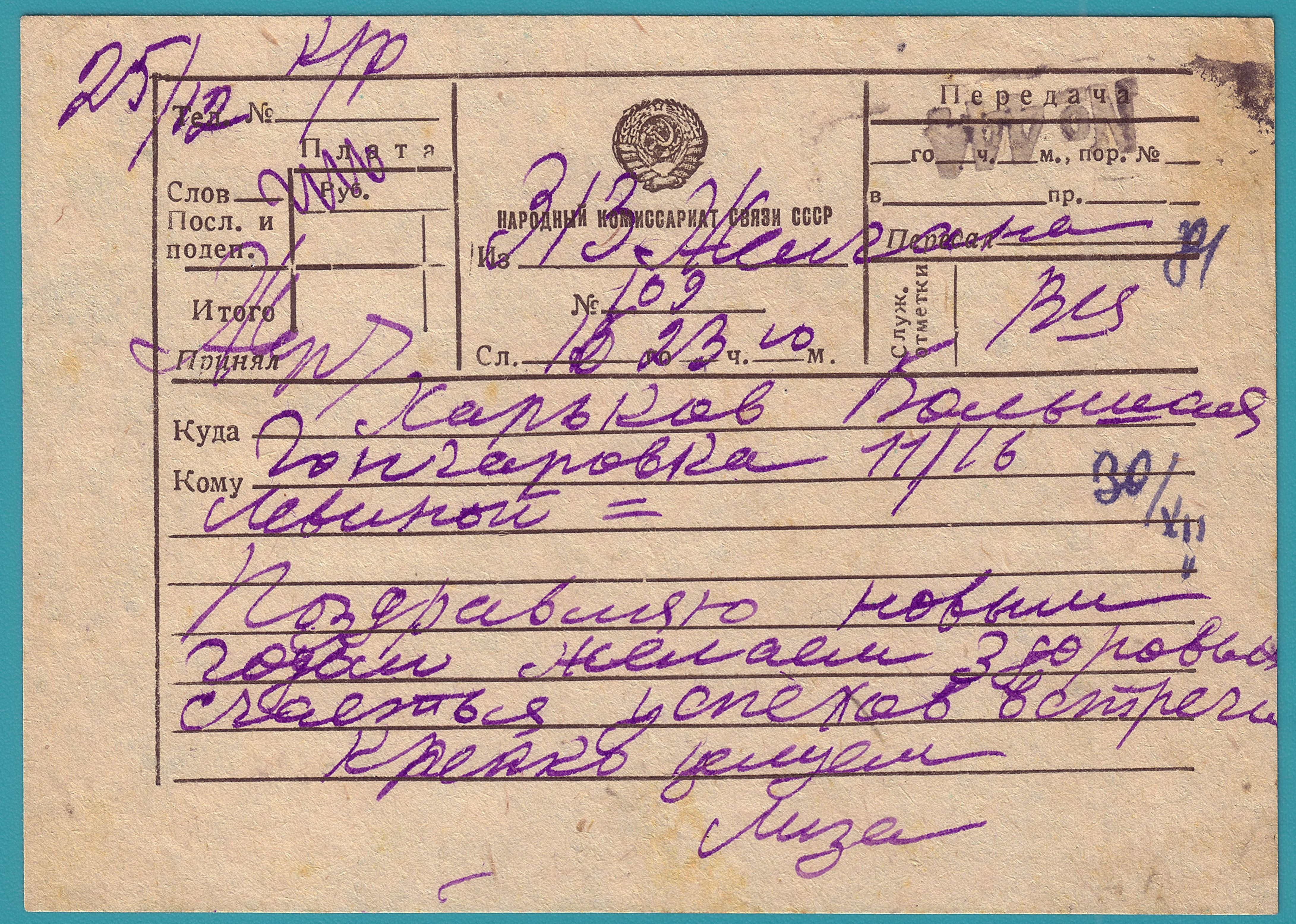
Телеграмма НКС 1944 года из эвакуации (Желгана) в окончательно освобождённый Харьков

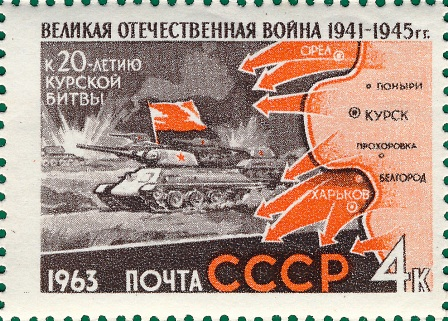
Освобождение Харькова на почтовой марке СССР, 1963

## Итоги
Главную роль в победе сыграло высокое сосредоточение артиллерии и танков на поле битвы. В связи с необходимостью в быстрой победе из-за коротких сроков операции, в результате удары наносились по сильным местам противника, что привело к сравнительно высоким потерям наступающих советских войск.
5 августа двум стрелковым дивизиям и авиаполку было присвоено название Белгородские (89-я гвардейская стрелковая дивизия, 305-я стрелковая дивизия и 25-й гвардейский Краснознаменный истребительный авиаполк).
Вечером 23 августа Верховный главнокомандующий Иосиф Виссарионович Сталин отметил в приказе по случаю освобождения Харькова десять дивизий, получивших почётное наименование «Харьковских». Все дивизии были стрелковыми:
- 15-я гвардейская Харьковская стрелковая дивизия
- 28-я гвардейская Харьковская стрелковая дивизия
- 84-я Харьковская стрелковая дивизия имени Тульского пролетариата
- 89-я гвардейская Белгородско-Харьковская стрелковая дивизия
- 93-я гвардейская Харьковская стрелковая дивизия
- 116-я Харьковская стрелковая дивизия
- 183-я Харьковская стрелковая дивизия
- 252-я Харьковская стрелковая дивизия
- 299-я Харьковская стрелковая дивизия
- 375-я Харьковская стрелковая дивизия

В Харькове день окончания операции, 23 августа, отмечается как День города. В честь освобождения были названы улица 23 августа и расположенная на ней станция метро, а также улица Харьковских дивизий.

## Потери
Боевой состав, численность советских войск и людские потери в операции Румянцев" по Кривошееву Г. Ф.:
| Наименование объединений и сроки их участия в операции | Боевой состав и численность войск к началу операции | Боевой состав и численность войск к началу операции | Людские потери в операции | Людские потери в операции | Людские потери в операции | Людские потери в операции |
| Наименование объединений и сроки их участия в операции | количество соединений                               | численность                                         | безвозвратные             | санитарные                | всего                     | среднесуточные            |
| Воронежский фронт (весь период)                        | сд — 28, тк — 8, мк — 2, отбр — 2                   | 739 400                                             | 48 339                    | 108 954                   | 157 293                   | 7 490                     |
| Степной фронт (весь период)                            | сд — 22, мк — 1, отбр — 3                           | 404 600                                             | 23 272                    | 75 001                    | 98 273                    | 4 680                     |
| Итого                                                  | Дивизий — 50, корпусов — 11, бригад — 5             | 1 144 000                                           | 71 611 (6,20 %)           | 183 955                   | 255 566                   | 12 170                    |

За операцию 5-я гвардейская танковая армия потеряла безвозвратно 324 танка, подбитыми — 110; 1-я танковая армия потеряла безвозвратно 288 танков, подбитыми — 417.

## Комментарии
1. ↑  Часто данное наименование операции ассоциируют с СВЭ, и используют в статьях как более короткий вариант от «Белгородско-Харьковская стратегическая…». Не путать с фронтовой «Белгородско-Харьковской наступательной операцией», входящей в стратегическую «Румянцев»